# Yoshihiko Noda
Yoshihiko Noda (jap. 野田 佳彦 Noda Yoshihiko; ur. 20 maja 1957 w Funabashi, w prefekturze Chiba) – japoński polityk, deputowany do parlamentu od 1993 roku, minister finansów od 8 czerwca 2010 do 2 września 2011 roku. Premier Japonii od 2 września 2011 do 26 grudnia 2012 roku.

## Życiorys
Yoshihiko Noda urodził się w 1957 jako syn żołnierza Japońskich Sił Samoobrony. W 1980 roku ukończył studia na Wydziale Nauk Politycznych i Ekonomii Uniwersytetu Waseda. Następnie kształcił się w szkole będącej kuźnią kadr politycznych, Matsushita Institute of Government and Management.
W kwietniu 1987 roku został członkiem Zgromadzenia Prefektury Chiba. W lipcu 1993 roku po raz pierwszy dostał się do Izby Reprezentantów z ramienia Nowej Partii Japonii. W kolejnych wyborach uzyskiwał pięciokrotnie reelekcję (w 1996, 2000, 2003, 2005 oraz w 2009). W 1998 roku wstąpił w szeregi tworzonej Partii Demokratycznej.
We wrześniu 2001 roku został ministrem ds. reformy administracyjnej w gabinecie cieni Partii Demokratycznej, a w następnym roku ubiegał się bezskutecznie o stanowisko przewodniczącego partii. W grudniu 2002 roku został przewodniczącym partyjnej Komisji Spraw Parlamentarnych. We wrześniu 2005 roku uzyskał reelekcję na tym stanowisku.
We wrześniu 2009 roku został mianowany na stanowisko wiceministra finansów przez premiera Yukio Hatoyamę, a 8 czerwca 2010 roku – na stanowisko ministra finansów w rządzie Naoto Kana, pełniącego wcześniej ten urząd.

## Premier Japonii
Po rezygnacji ze stanowiska szefa partii przez premiera Naoto Kana 26 sierpnia 2011 roku, został jednym z pięciu kandydatów na to stanowisko, a w konsekwencji na urząd szefa rządu. W partyjnym wyborach 29 sierpnia 2011 roku zajął w pierwszej rundzie głosowania drugie miejsce, za ministrem Banri Kaiedą, popieranym przez byłego przewodniczącego Partii Demokratycznej, Ichirō Ozawę. W drugiej turze głosowania uzyskał poparcie od trzeciego Seiji Maehary, co zagwarantowało mu zwycięstwo. Wygrał nad Kaiedą stosunkiem głosów 215 do 177. 30 sierpnia 2011 parlament wybrał go na urząd premiera Japonii. 2 września 2011 roku ogłosił skład swojego gabinetu, który tego samego dnia został zaprzysiężony przez cesarza Akihito.
Noda, uważany za fiskalnego konserwatystę, opowiadał się za podwojeniem podatku obrotowego z 5% do 10% w celu zwiększenia funduszów państwowych na cele społeczne i odbudowę kraju po trzęsieniu ziemi u wybrzeży wyspy Honsiu. W opozycji do premiera Kana, sprzeciwiał się ograniczeniu roli energii atomowej w gospodarce kraju, co było związane z awarią elektrowni jądrowej w Fukushimie. W polityce zagranicznej podkreślał znaczenie sojuszu japońsko-amerykańskiego. Za główne cele rządu uznał odbudowę kraju po zniszczeniach wywołanych trzęsieniem ziemi i awarią nuklearną oraz pobudzenie japońskiej gospodarki, będącej w stanie stagnacji.